# Ringwall Schwedenschanze (Ergolding)

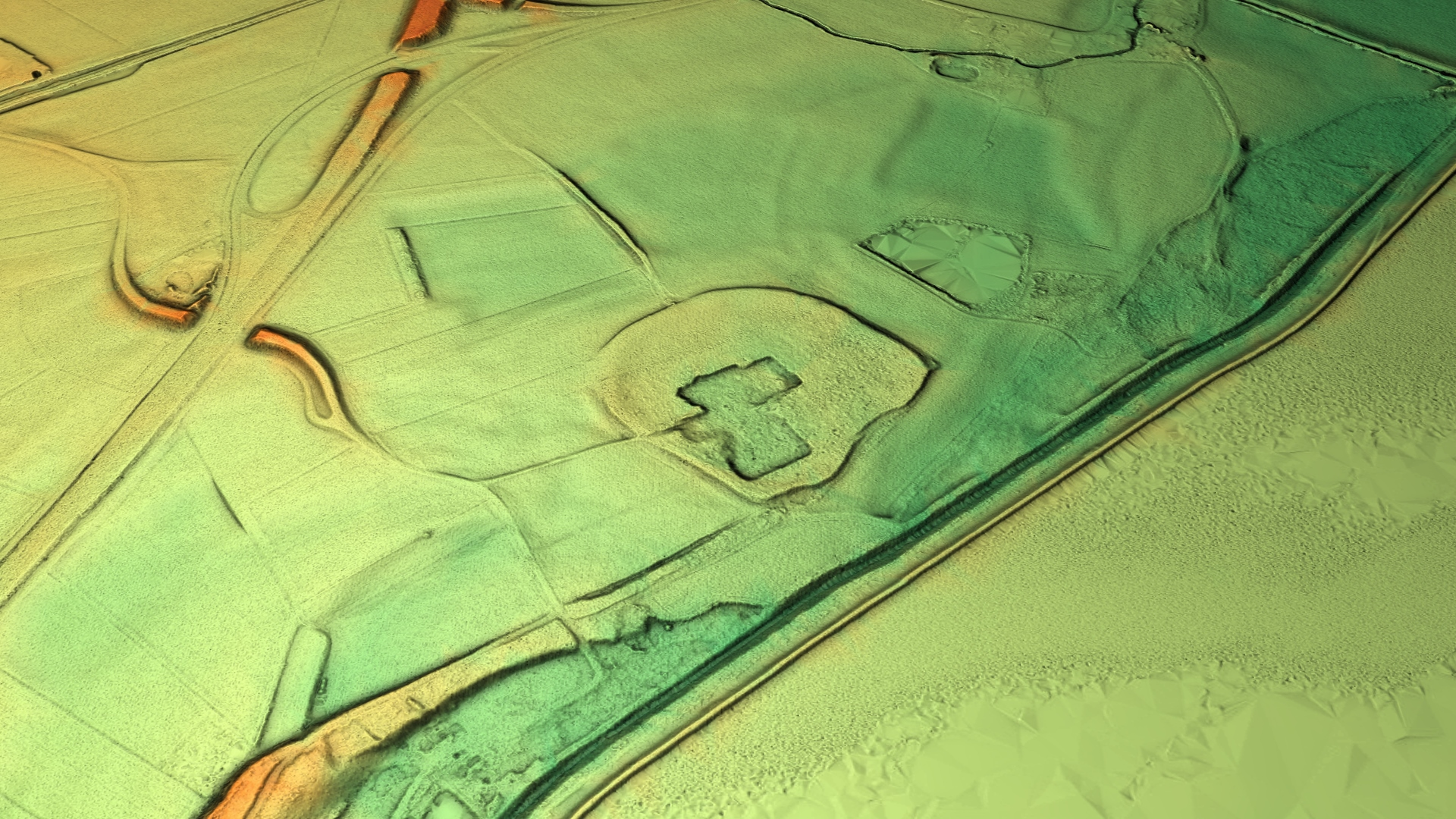
3D-Ansicht des digitalen Geländemodells

Der Ringwall Schwedenschanze ist ein Ringwall östlich des niederbayerischen Marktes Ergolding. Die Anlage wird als Bodendenkmal unter der Aktennummer D-2-7439-0120 als „Vor- oder frühgeschichtlicher Ringwall, Siedlung des Neolithikums, u. a. wohl der Münchshöfener Gruppe, der römischen Kaiserzeit und des Mittelalters“ geführt.

## Beschreibung
Der Ringwall Schwedenschanze liegt am Nordufer des Stausees Altheim, einer Ausbuchtung der Isar. Die rundliche Wallanlage hat eine Fläche von etwa drei ha. Auf der Südostseite ist der Wall heute auf einer Länge von 140 m abgetragen und der Innenraum ist durch neuere Kiesentnahmen im Zentrum und im Südteil großflächig zerstört. Von dem ebenen Innenraum steigt der Wall mit ganz flacher Böschung auf der Nordostfront um 0,3 bis 0,7 m an, an der Nord- und Nordwestfront um 0,9 bis 1,5 m und an der Südwest-Front um 0,5 bis 1 m. Von der abgetragenen Südostfront ist eine Innenböschung von etwa 50 m Länge mit etwa 0,7 m Höhendifferenz vorhanden. Der Abfall nach außen beträgt an der Nordostfront 2 bis 2,8 m, im Norden und Nordwesten 1,3 bis 1,9 m und an der Südwestseite 1,5 bis 1,9 m. Die Anlage besitzt eine breite Wallkrone.
1954 wurde an der Kiesgrubenwand im Inneren der Schanze auf 6 m eine 0,6 m dicke Kulturschicht festgestellt. Gefunden wurden Sigillatscherben, ein eiserner Eimerhenkel mit Holzresten, ein Eisenkloben und vorgeschichtliche Scherben, eine davon mit einer Kreisstempelverzierung. Von hier soll auch eine nicht näher bestimmte römische Münze stammen, die in der Archäologischen Staatssammlung in München aufbewahrt wird.